# Уилмс, Кэрри
Кэ́рри Энн Уи́лмс (англ. Karri Ann Willms; род. 16 апреля 1969) — канадская кёрлингистка и тренер по кёрлингу.
В составе женской команды Канады участвовала в чемпионате мира 1991 (стали серебряными призёрами). Также участвовала в зимних Олимпийских играх 1992 года, где кёрлинг был представлен как демонстрационный вид спорта и где женская команда Канады завоевала бронзовую медаль. Чемпионка Канады среди женщин (1991).
В 2018 начала работать во Всемирной федерации кёрлинга по направлению организации соревнований и развитию (англ. Competitions and Development Officer).

## Достижения
- Зимние Олимпийские игры: бронза (1992; демонстрационный вид спорта).
- Чемпионат мира по кёрлингу среди женщин: серебро (1991).
- Чемпионат Канады по кёрлингу среди женщин: золото (1991), серебро (1992).

- «Команда всех звёзд» женского чемпионата Канады: 1992.

## Команды
| Сезон   | Четвёртый     | Третий       | Второй         | Первый      | Запасной           | Турниры                   |
| ------- | ------------- | ------------ | -------------- | ----------- | ------------------ | ------------------------- |
| 1990—91 | Джулия Саттон | Джоди Саттон | Мелисса Солиго | Кэрри Уилмс | Элейн Дагг-Джексон | ЧК 1991 · ЧМ 1991         |
| 1991—92 | Джулия Саттон | Джоди Саттон | Мелисса Солиго | Кэрри Уилмс | Элейн Дагг-Джексон | ЗОИ 1992 (демо) · ЧК 1992 |
| 1992—93 | Джулия Саттон | Джоди Саттон | Мелисса Солиго | Кэрри Уилмс | Элейн Дагг-Джексон | ЧК 1993 (4 место)         |

(скипы выделены полужирным шрифтом)

## Результаты как тренера национальных сборных
| Год  | Турнир                            | Сборная          | Место |
| ---- | --------------------------------- | ---------------- | ----- |
| 2012 | Чемпионат Европы по кёрлингу 2012 | Италия (мужчины) | 15    |
| 2014 | Чемпионат Европы по кёрлингу 2014 | Латвия (мужчины) | 10    |